# Leutenbach (Bavière)
Pour les articles homonymes, voir Leutenbach.
Leutenbach est une commune de Bavière (Allemagne), située dans l'arrondissement de Forchheim, dans le district de Haute-Franconie.